# Bulbophyllum ellipticifolium
Bulbophyllum ellipticifolium là một loài phong lan thuộc chi Bulbophyllum.